# Gyrohypsoma sterrha
Gyrohypsoma sterrha là một loài bướm đêm trong họ Noctuidae.